# Іфенак
Іфенак (нім. Ivenack) — громада в Німеччині, розташована в землі Мекленбург-Передня Померанія. Входить до складу району Мекленбургіше-Зенплатте. Складова частина об'єднання громад Штафенгаген.
Площа — 39,60 км2. Населення становить 809 ос. (станом на 31 грудня 2020).

## Галерея

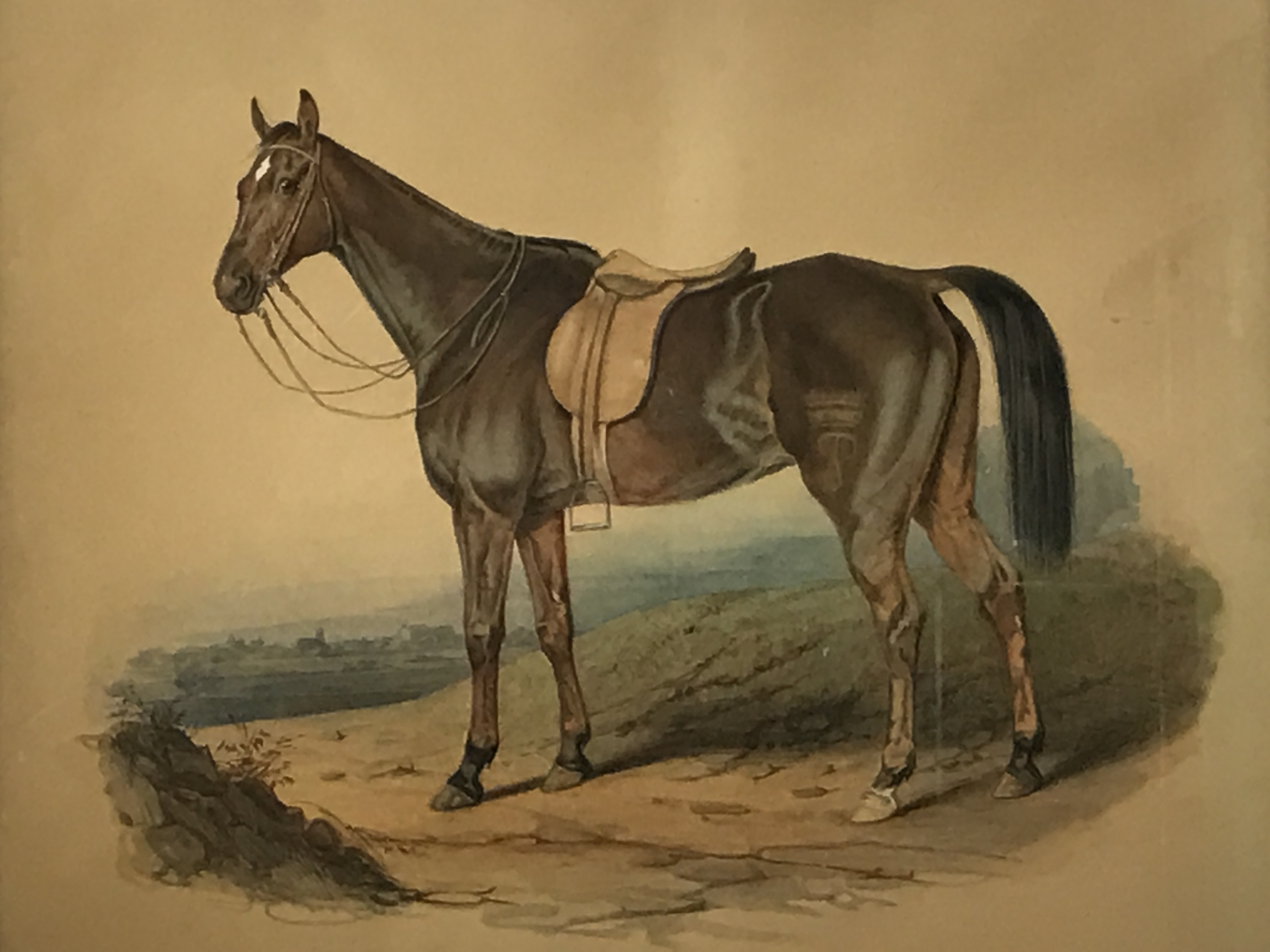
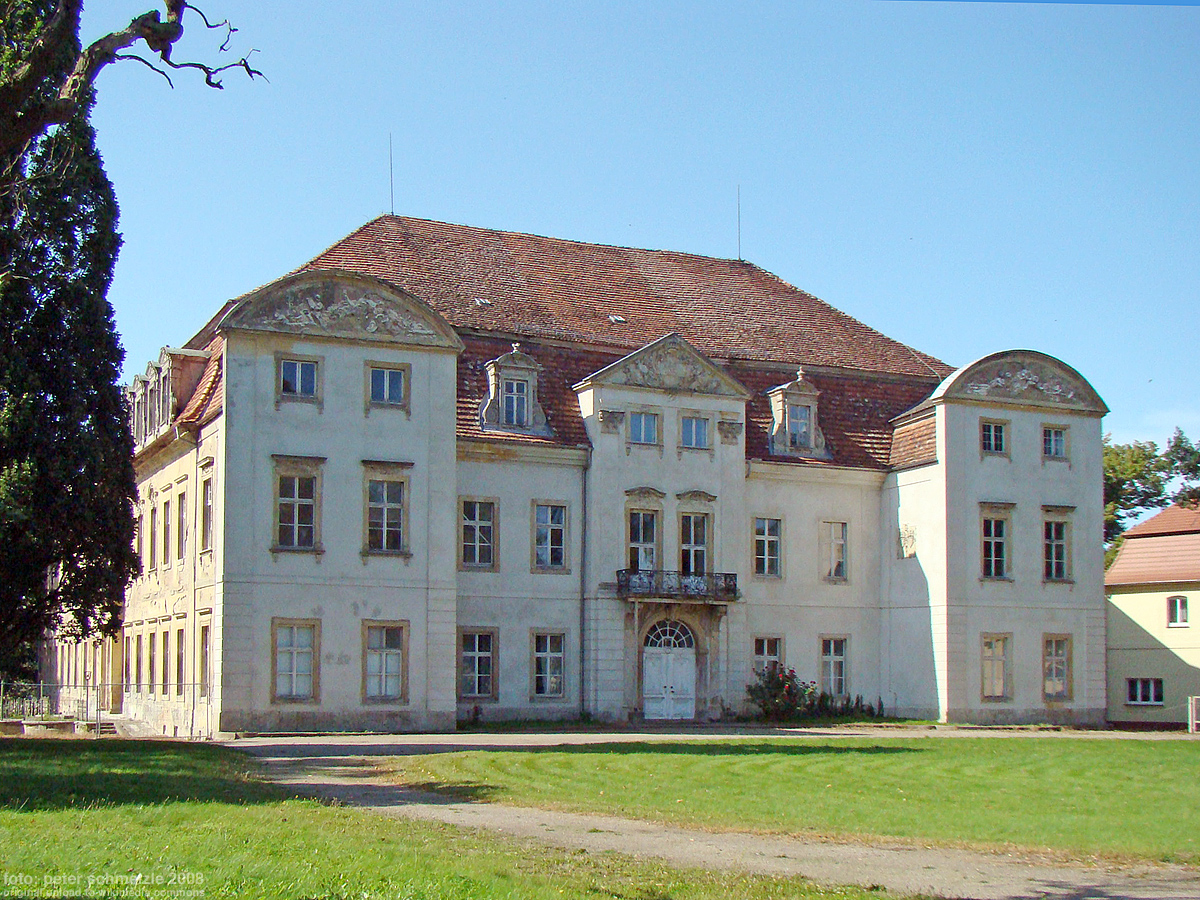